# Мадам Мейланд
„Мадам Мейланд“ (на френски: Madame A. Meilland – Мейан) е роза, известна и с други: Piece, Gloria Dei, Gioia. Много видове и хибриди се отглеждат като декоративни растения по целия свят.
Създадена е от Франсис Меян (известен и като Мейланд) във Франция между 1935 и 1939 г. Нарича я на майка си Клавдия. По онова време жените са се представяли с имената на съпрузите, поради което името е Madame Antoine Meilland.

## История
През юни 1939 г. е представена в Лион, където производителите на рози организират годишното си събиране. Розата се оказва истинска сензация. Цветът е огромен с нежни нюанси на жълто преливащи се в розово. Малко след това започва войната. Разтревожен за съдбата на своето творение, Мейланд изпраща материал за присаждане на приятели градинари в САЩ, Германия, Италия и Турция.
Неговият представител в Америка Роберт Пайл е възхитен от новата роза и започва да я размножава. През 1943 г. я регистрира под името Piece (Мир). Официалното представяне става на 29 април 1945 г. в Пасадена, където се провежда годишно изложение на рози. Името Piece се оказва много подходящо, защото точно на този ден Берлин пада и войната с Германия практически свършва. Същата година, на учредителната сесия на ООН в Сан Франциско всички делегати получават по една такава роза с пожелание да им помогне в усилията да изградят вечен мир на земята. Така тя се превръща в символ на надеждата.
След войната Мейланд получава патент във Франция под първото име, което и е дал – Madame A. Meilland. По това време розата започва да се продава в Германия като Gloria Dei (Слава на Бога), а в Италия Gioia (Радост). Те, както и Piece, са търговски имена и Франсис Мейланд не възразява на тяхното използване.
Световната федерация на розарите (World Federation of Rose Societies) и дава титлата
Favorite Rose of the World – любимата роза на света. Когато създават Алея на славата, първата роза поставена там е Piece/Madame A.Meilland.

## Любопитно
Смята се че са продадени над 50 милиона от нея. Участва в създаването на стотици нови видове, сред които Royal Highness, Garden Party, Double Delight, Perfume Delight и Princesse de Monaco.